# پسران علاءالدین
پسران علاءالدین فیلمی به کارگردانی و نویسندگی امین امینی محصول سال ۱۳۴۶ است.

## خلاصه داستان
سه پسر «علاءالدین» با شیطنت و مزاحمت هایشان مردم شهر را به ستوه درآورده‌اند تا اینکه یکی از پسران شیفتهٔ دختر حاکم می‌شود..

## بازیگران
- منصور سپهرنیا
- گرشا رئوفی
- محمد متوسلانی
- کتایون امیرابراهیمی
- ثریا بهشتی
- مریم صفا